# Wiktoryn Wiszowaty
Wiktoryn Wiszowaty herbu Pierzchała – żupnik i komornik ziemski łomżyński, miecznik łomżyński, wojski większy łomżyński, podstoli łomżyński, poseł na Sejm walny w 1773, 1776 i 1778 r. z ziemi różańskiej.
W procesie uczestników zamachu na króla Stanisława II Augusta odbywającym się przed Sejmem w 1773 r. wyznaczony na patrona (obrońcę) żony zamachowca Walentego Łukawskiego herbu Radwan — Marianny z Mendeńskich Łukawskiej. Chociaż nie miał wykształcenia prawniczego, jego starania wpłynęły na znaczne złagodzenie kary nałożonej na oskarżoną. Zamiast wyroku śmierci Mariannę skazano na trzyletni pobyt  w domu poprawy. Niestety, zmarła trzy dni po egzekucji jej męża, której była przymusowym świadkiem.
Na Sejmie 1778 r. był posłem niezależnym (nie należał do stronników króla, ani do opozycji). W swoich wystąpieniach na forum Izby Poselskiej zaproponował m.in. zaspokojenie potrzeb finansowych państwa w dziedzinie szkolnictwa i wojska bez potrzeby uchwalania nowych podatków, ale obciążając 50% daniną finanse zakonów. Z tej kwoty miano sfinansować program bezpłatnego nauczania młodzieży z ubogich rodzin drobnej szlachty wraz z bezpłatnym zakwaterowaniem i wyżywieniem. Proces nauczania miał się odbywać pod kontrolą Komisji Edukacji Narodowej. Postulat Wiszowatego uważa się za najszerszą wizję zmian podatkowych zaprezentowaną przez szlachtę w czasie zablokowania możliwości reformy Rzeczypospolitej. Projekt nigdy nie doczekał się realizacji, chociaż Wiszowaty przystąpił do jego wdrażania i nawet uzyskał przychylność paulinów z Jasnej Góry, którzy decyzją kapituły z 1779 r. jednogłośnie go poparli i rozpoczęli realizację.

## Wybrane mowy sejmowe
Do naszych czasów zachowały się ogłoszone drukiem, nakładem własnym autora, mowy sejmowe Wiktoryna Wiszowatego. Wśród nich znalazły się:
- Mowa Jasnie Wielmoznego Wiszowatego, Miecznika y Posła Ziemi Łomżynskiey; Na Seymowey Sessyi w Izbie Senatorskiey Miana Dnia 2 Wrzesnia. Roku 1776. w Warszawie,
- Mowa Jasnie Wielmoznego Wiszowatego Miecznika y Posła Ziemi Łomzynskiey Na Sessyi Seymowey w Jzbie Senatorskiey Dnia 19. Miesiąca Września w Warszawie Miana,
- Zdanie Jasnie Wielmoznego Wiktoryna Wiszowatego Miecznika y Posła Ziemi Łomzynskiey w Jzbie Senatorskiey na Sessyi Seymowey, dnia 15. Miesiąca Października Roku 1776 Miane.
- Zdanie Wielmożnego Jaśnie W. Imć. P. Wiktoryna Wiszowatego miecznika ziemi łomżyńskiej, posła rozanskiego Przymawiaiąc się do Propozycyi od Tronu wyszłych, na Wolnym Seymie w Izbie Poselskiey dnia 5 Miesiąca Listopada Roku 1778 oświadczone[9].

## Ciekawostki
Marianna Łukawska i jej patron występują w sztuce autorstwa Bohdana Urbankowskiego "Trwa jeszcze bal" wystawionej na scenie Teatru Współczesnego we Wrocławiu w 1986 r. W postać Wiszowatego wcielił się Lech Gwit.